# جيم ماكنالي
جيم ماكنالي (بالإنجليزية: Jim McNally)‏ هو مدرب رياضي أمريكي، ولد في 13 ديسمبر 1943 في بوفالو في الولايات المتحدة.

## وصلات خارجية
- الموقع الرسمي